# Themelium halconense
Themelium halconense är en stensöteväxtart som först beskrevs av Edwin Bingham Copeland, och fick sitt nu gällande namn av Barbara S. Parris. Themelium halconense ingår i släktet Themelium och familjen Polypodiaceae. Inga underarter finns listade.